# Masato Nuki
Masato Nuki (japanisch 貫 真郷 Nuki Masato; * 2. Oktober 2003 in der Präfektur Saitama) ist ein japanischer Fußballspieler.

## Karriere
Masato Nuki erlernte das Fußballspielen in der Jugendmannschaft von Ōmiya Ardija. Hier unterschrieb er am 1. Februar 2022 auch seinen ersten Profivertrag. Der Verein aus Saitama, einer Stadt in der gleichnamigen Präfektur Saitama, spielte in der zweiten japanischen Liga. Sein Zweitligadebüt gab Masato Nuki am 10. Juli 2022 (26. Spieltag) im Heimspiel gegen Tokyo Verdy. Bei dem 2:2-Unentschieden stand er in der Startelf und spielte die kompletten 90 Minuten. In seiner ersten Saison als Profifußballer bestritt er zwei Zweitligaspiele. Am Ende der Saison 2023 musste er mit dem Verein als Tabellenvorletzter in die dritte Liga absteigen. Nach insgesamt 13 Ligaspielen wechselte er im August 2024 auf Leihbasis nach Aomori zum Viertligisten ReinMeer Aomori FC.